# Hydrochoerus
Los capibaras (kapii’gwara) que significa “se alimenta de hierba” (ka’pii = “hierba” + gwara = “comer”)―, también llamados carpinchos, capibaras o chigüiros (Hydrochoerus), son las especies integrantes de un género de roedores semiacuáticos de gran tamaño que integra la familia de los cávidos. Habitan en manadas cerca del agua en regiones de clima tropical, subtropical y templado desde Panamá hasta el centro-este del Cono Sur de América del Sur. Incluye al roedor viviente de mayor peso del mundo. Algunas comunidades pertenecientes de estas regiones los identifican con nombres comunes de «roedores gigantes», y, por su tamaño, «chancho de monte». 

## Taxonomía
Este género fue descrito originalmente en el año 1762 por el zoólogo y filósofo francés Mathurin Jacques Brisson.
Subdivisión
Este género se compone de 2 especies vivientes y varias especies extinguidas: 
- Hydrochoerus hydrochaeris Linnaeus, 1766
- Hydrochoerus isthmius (Goldman, 1912)
- Hydrochoerus gaylordi † MacPhee et al., 2000 Especie extinta endémica de la isla caribeña de Granada.
- Hydrochoerus ballesterensis † (Rusconi, 1934) Especie extinta exhumada de las arenas puelchenses del norte de Buenos Aires, centro-este de la Argentina.
- Hydrochoerus gracilis † (Rusconi, 1934) Especie extinta exhumada de las arenas puelchenses del norte de la provincia de Buenos Aires, centro-este de la Argentina.[2][3][4]
- Hydrochoerus hesperotiganites † White et al., 2022 Especie extinta del Pleistoceno Superior endémica de Estados Unidos (Condado de San Diego, California).[5]

Relaciones filogenéticas
Ya desde su descripción se consideró a H. isthmius como una subespecie pequeña de H. hydrochaeris, por lo que durante décadas fue tratada así, sin embargo, en el año 1991 luego de análisis genéticos y morfológicos, fue elevada a la condición de especie plena. Su cariotipo es diferente: 2n = 64 y FN = 104 (en H. hydrochaeris es 66 FN = 102). El peso es mucho menor: alrededor de 28 kg contra 50 kg en promedio en H. hydrochaeris (con rangos de 35 a 65 kg). H. isthmius es menor que H. hydrochaeris en todas las mediciones externas y craneales, pero cuenta con huesos frontales más gruesos y anchos, pterigoideos más cortos y más gruesos, y una diastema alargada.

## Distribución y hábitat
Este género de roedores se distribuye en el este de Panamá y en gran parte de Sudamérica al oriente de los Andes, desde el mar Caribe de Colombia y Venezuela por el norte hasta el centro-este de la Argentina por el sur, alcanzando la zona del río Sauce Chico que desemboca en la bahía Blanca (sudoeste de Buenos Aires). Vive en varios tipos de hábitats, pero siempre junto al agua dulce, si bien en el extremo sur de su distribución se lo ha registrado también en aguas marinas costeras.

## Características y costumbres
Se alimentan solo de vegetales. Son capturados por caimanes, boas y grandes felinos como el yaguar y el puma.

## Conservación
Generalmente sufren elevada presión de caza de subsistencia (ya que se utilizan como fuente de alimento) o comercial, para utilizar su cuero. También son afectados por la deforestación de las selvas en galería, el drenado de humedales y la agricultura extensiva.
Según la organización internacional dedicada a la conservación de los recursos naturales Unión Internacional para la Conservación de la Naturaleza (IUCN), a uno de sus integrantes (Hydrochoerus isthmius) se lo clasificó como una especie con: “Datos insuficientes” en su obra: Lista Roja de Especies Amenazadas.